# Sergio Díaz-Granados
Sergio Díaz-Granados Guida, né le 3 octobre 1968 à Santa Marta, est un avocat et homme politique colombien. Il a notamment été Ministre du Commerce, de l'Industrie et du Tourisme sous la présidence de Juan Manuel Santos